# Morbiditet
Morbiditet, sjuktal, sjuklighet, beskriver antalet sjukdomsfall eller skadefrekvens i en hel population. Detta kan jämföras med begreppet letalitet, vilket är ett mått på hur dödlig en sjukdom är, det vill säga hur stor andel av de redan sjuka som dör av sjukdomen. Till exempel är morbiditeten i rabies mycket låg i Sverige eftersom få insjuknar, men letaliteten mycket hög eftersom många av de som faktiskt insjuknar dör.